# Föllinge
Föllinge (jämtska: FöLing [fʏ̀ː.ɽɪŋ]) är en  tätort i Föllinge distrikt i Krokoms kommun, Jämtlands län och kyrkbyn i Föllinge socken, belägen omkring 65 kilometer norr om Östersund.

## Befolkningsutveckling
| Befolkningsutvecklingen i Föllinge 1960–2020 | Befolkningsutvecklingen i Föllinge 1960–2020 | Befolkningsutvecklingen i Föllinge 1960–2020 | Befolkningsutvecklingen i Föllinge 1960–2020 | Befolkningsutvecklingen i Föllinge 1960–2020 |
| -------------------------------------------- | -------------------------------------------- | -------------------------------------------- | -------------------------------------------- | -------------------------------------------- |
|                                              |                                              |                                              |                                              |                                              |
| År                                           |                                              |                                              | Folkmängd                                    | Areal (ha)                                   |
| 1960                                         | 1960                                         |                                              | 524                                          |                                              |
| 1965                                         | 1965                                         |                                              | 517                                          |                                              |
| 1970                                         | 1970                                         |                                              | 557                                          |                                              |
| 1975                                         | 1975                                         |                                              | 527                                          |                                              |
| 1980                                         | 1980                                         |                                              | 605                                          |                                              |
| 1990                                         | 1990                                         |                                              | 632                                          | 144                                          |
| 1995                                         | 1995                                         |                                              | 591                                          | 149                                          |
| 2000                                         | 2000                                         |                                              | 534                                          | 150                                          |
| 2005                                         | 2005                                         |                                              | 509                                          | 151                                          |
| 2010                                         | 2010                                         |                                              | 485                                          | 150                                          |
| 2015                                         | 2015                                         |                                              | 511                                          | 176                                          |
| 2020                                         | 2020                                         |                                              | 481                                          | 167                                          |
|                                              |                                              |                                              |                                              |                                              |

## Personer från orten
- Gunno Gunnmo, polischef
- Ragnar "Föllinge" Persson, längdskidåkare
- Torsten Föllinger, sångpedagog, som undervisade många av Sveriges mest kända sångare och skådespelare
- Ulf Trotzig, konstnär
- Göthe Grefbo, skådespelare
- Jonas Jonsson, sångare och låtskrivare, mer känd under sitt artistnamn Bedroom Eyes
- Roland Grip, landslagsman i fotboll
- Anna Göransdotter, konsthantverkare
- Carl-Erik Asplund, OS-medaljör i skridskor.